# Centre Bell
Centre Bell, prije poznata kao Centre Molson je dom hokejaškog tima Montreal Canadiens (Canadiens de Montréal) koji su prvu utakmicu u ovom sportskom centru odigrali 16. ožujka 1996. ugostivši New York Rangers.
Izgradnja je počela 22. lipnja 1993. godine, a otvorena je na dan odigravanja spomenute utakmice. Prvotno ime je dobila po pivovari Molson koja je bila većinski vlasnik Canadiensa u to vrijeme. 
Osim hokejaških utakmica u dvorani se održavaju koncerti, boks, profesionalno hrvanje i mnogo toga još. Dvije od tri finalne utakmice Svjetskog hokejaškog kupa 1996. godine održane su u ovoj dvorani. 
Kapacitet arene je 21,273 mjesta za hokejašku utakmicu.

## Vanjske poveznice
- Službeni site  Arhivirana inačica izvorne stranice od 21. listopada 2008. (Wayback Machine)